# 苏里南河

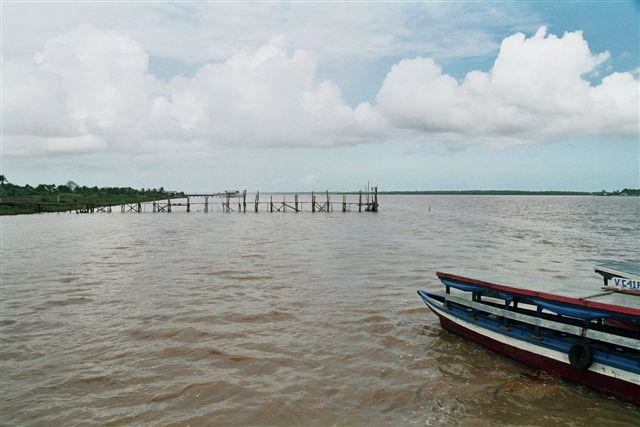
苏里南河

苏里南河（荷蘭語：Surinamerivier），苏里南河流，发源于圭亚那高原威廉明娜山脉，在首都帕拉马里博以北流入大西洋。全长约480公里，流域面積約16,500平方公里。苏里南河中部修建的布罗科蓬多水库为南美洲最大的水库之一:1274-1275。